# El mito del paraíso andalusí
El mito del paraíso andalusí: Musulmanes, cristianos y judíos bajo el dominio islámico en la España medieval (The Myth of the Andalusian Paradise) es un ensayo historiográfico escrito por Darío Fernández Morera en 2016. Su finalidad es refutar las concepción de que los reinos islámicos de la península ibérica (al-Ándalus) suponían un entorno culturalmente libre y tolerante como, según el autor, se ha mantenido en buena parte de la historiografía occidental.

## Contenido
Fernández-Morera, estadounidense de extracción cubana, es profesor de la Universidad del Noroeste especializado en literatura de Miguel de Cervantes. El libro fue publicado por el Intercollegiate Studies Institute, un think tank de afinidades conservadoras.
El autor postula la hipótesis de que académicos, políticos y periodistas afines a la izquierda han tradicionalmente distorsionado la historia de al-Ándalus para promover sus propias posiciones de relevancia actual. Argumenta que la Conquista omeya de Hispania destruyó una civilización hispanorromana-visigoda que en realidad florecía culturalmente. Menciona el importante papel que jugaba la esclavitud musulmana en la economía de al-Ándalus, además del impuesto adicional de la yizia que se deducía a cristianos y judíos como consecuencia de su estatus como dimíes, superior a las propias cargas fiscales de los musulmanes. Detalla además la persecución de estas minorías religiosas bajo las dinastías almohade y almorávide, como la del emir almohade Abu Yusuf, del que se dice que se jactaba de haber arrasado cada iglesia y sinagoga en sus dominios.

## Recepción
Trevor J. Dadson consideró el libro "definitivamente indispensable para todo el que esté interesado en la España medieval". Alberto Ferreiro también dio al libro una reseña positiva y propuso que debería necesariamente traducirse al español. Por su parte, David F. Forte, profesor de la universidad de Cleveland, declaró que el nivel de documentación del libro "prodigioso", pero desaprobó su forma de organizar los contenidos y que su tono "deambula entre genuino academicismo, pedantería y apología". También notó algunos dobles raseros en los argumentos de Fernández-Morera, donde se exalta a los visigodos por adaptar la cultura de sus predecesores romanos pero se critica a los musulmanes por hacer lo mismo y se obvia los propios códigos de esclavitud que los propios cristianos mantenían. Forte propone que la mejor investigación del libro es la centrada en los conflictos internos de los cristianos y judíos de la misma época contra el arrianismo y el caraísmo.
No todas las críticas fueron positivas. La española Maribel Fierro acusó a Morera de faltarle conocimiento de primera mano y malinterpretar sus hallazgos, y afirmó que el libro no conducirá a un mayor entendimiento de al-Ándalus y sí a entender cómo al-Ándalus se instrumentaliza en las guerras culturales del presente. S. J. Pearce, profesora de la Universidad de New York, también criticó duramente el libro, acusando a Fernández Morera de cargar contra un hombre de paja de tolerancia islámica que no se encuentra en el consenso académico y afirmando que sería necesario otro libro entero para corregir todos los errores del suyo. Repitió sus críticas en un capítulo de The Extreme Right and the Revision of History.